# Inonotus
Genre
Synonymes
- Flaviporellus Murrill[1]
- Inoderma P.A.Karsten, 1879[1]
- Inodermus Quélet, 1886[1]
- Ochrosporellus (Bondartseva & S.Herrera) Bondartseva & S.Herrera[1]
- Phaeoporus J.Schröt.[1]
- Polystictoides Lázaro Ibiza, 1916[1]

Inonotus est un genre de champignons (Fungi) basidiomycètes de la famille des Hymenochaetaceae. Il s'agit de champignons lignivores proches des Polypores, agents de la pourriture fibreuse des arbres, sur les conifères et les feuillus vivants ou morts. Son espèce-type est Inonotus cuticularis. Inonotus est représenté sur l'ensemble du globe et une de ses espèces les plus connues est sans doute Inonotus obliquus, le Chaga.
Étymologiquement, le terme « Inonotus » est construit à partir du grec ancien ἴνος, inos, gérondif de ἴς, is (« fibre ») et de οὖς, ὠτός, oûs, ôtós (« oreille ») à cause de sa consistance fibreuse et de son aspect similaire à une oreille.

## Description

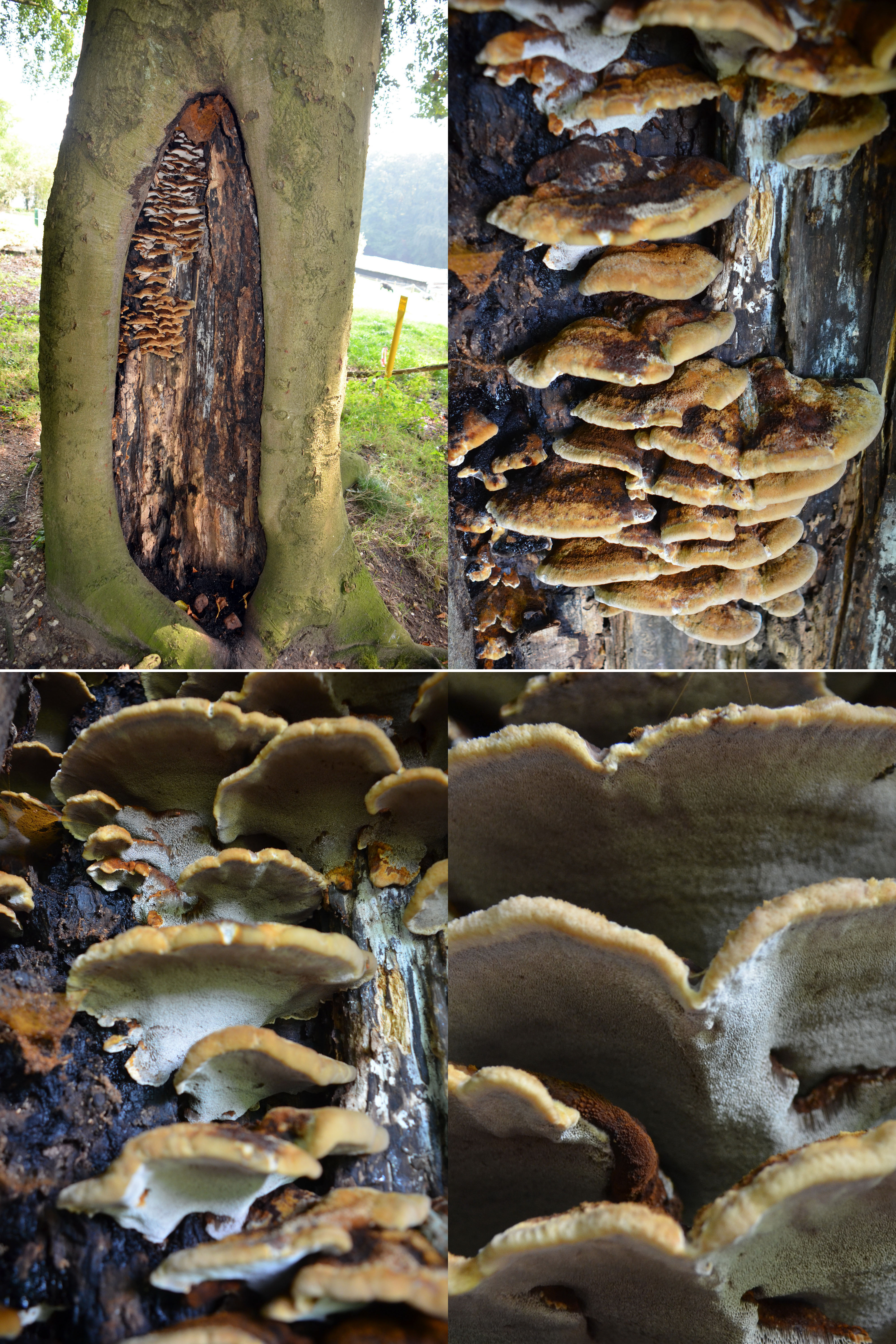
Inonotus cuticularis

Ce genre produit des basidiomes annuels, résupinés, avec le bord supérieur plié, sessiles ou stipendiés, simples ou imbriqués. La surface supérieure, stérile, est jaune-brun, rougeâtre, lisse, tomenteuse, hérissée ou glabre. La surface inférieure, fertile, présente des pores bruns, petits et plus ou moins arrondis. La chair est molle et fibreuse à coriace-subéreuse, colorée de brun, noir au KOH. Elle présente parfois une masse mycélienne arrondie, distincte du reste de la chair et située au point d'attache du substrat.
Microscopiquement, l'ensemble est constitué de filaments fertiles, les hyphes, soit hyalins et à parois minces, soit bruns avec des parois épaisses, sans boucles de conjugaison. Chez certaines espèces, des hyphes stériles consolidatrices très ramifiées sont également visibles. Des cystides, également considérées comme des soies, sont présentes ou absentes au sein de l'hyménium. Elles sont subulées ou ventriculaires, pointues, brunissant au KOH. D'autres cystides peuvent également orner les hyphes. Les basides sont clavées à largement ellipsoïdales, sans boucle de conjugaison. Les spores sont hyalines, jaunâtres ou brun rougeâtre, ellipsoïdes à ovoïdes, à subglobuleuses et lisses.

Quelques espèces du genre Inonotus
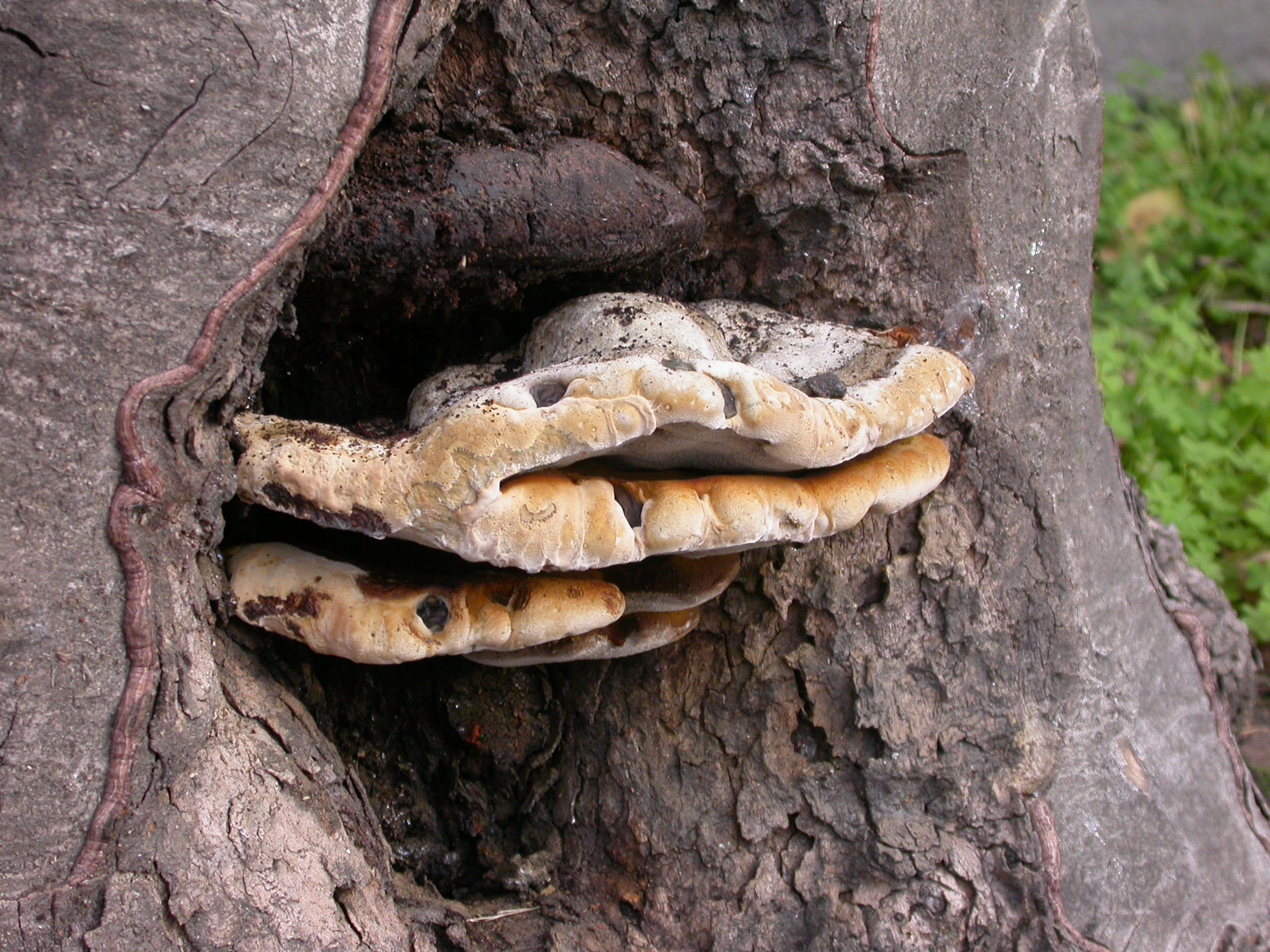
Inonotus arizonicus
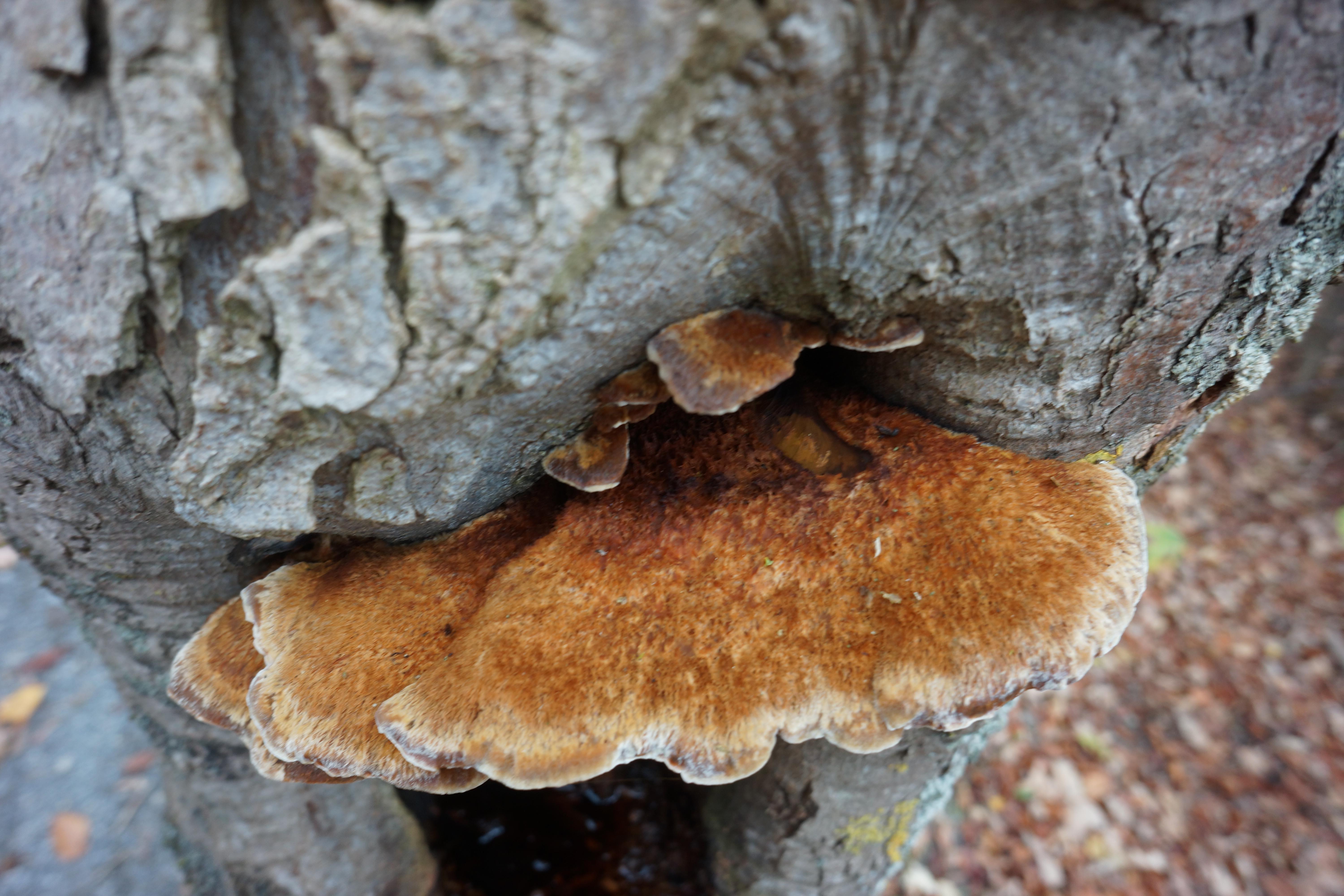
Inonotus cuticularis
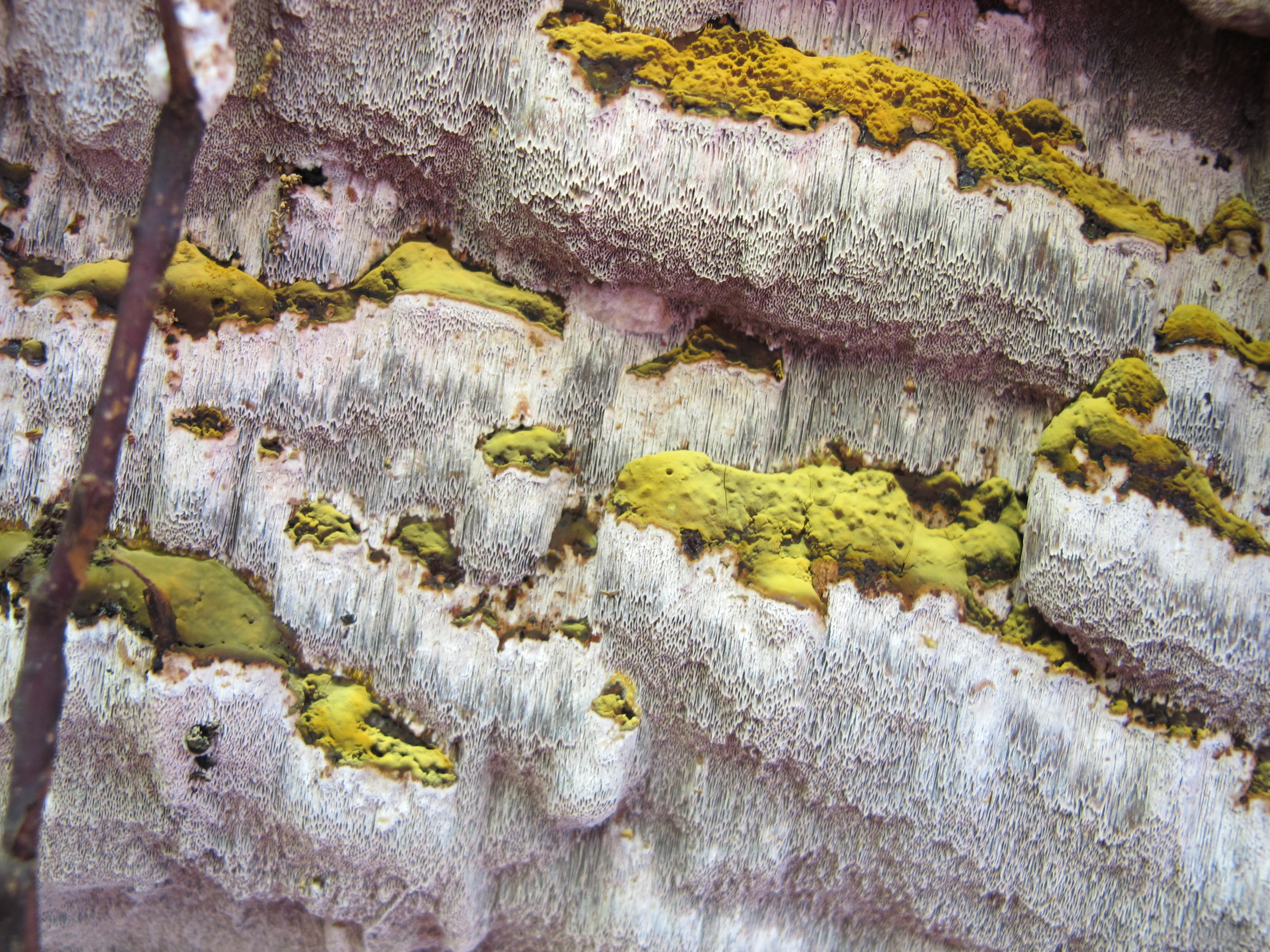
Inonotus glomeratus
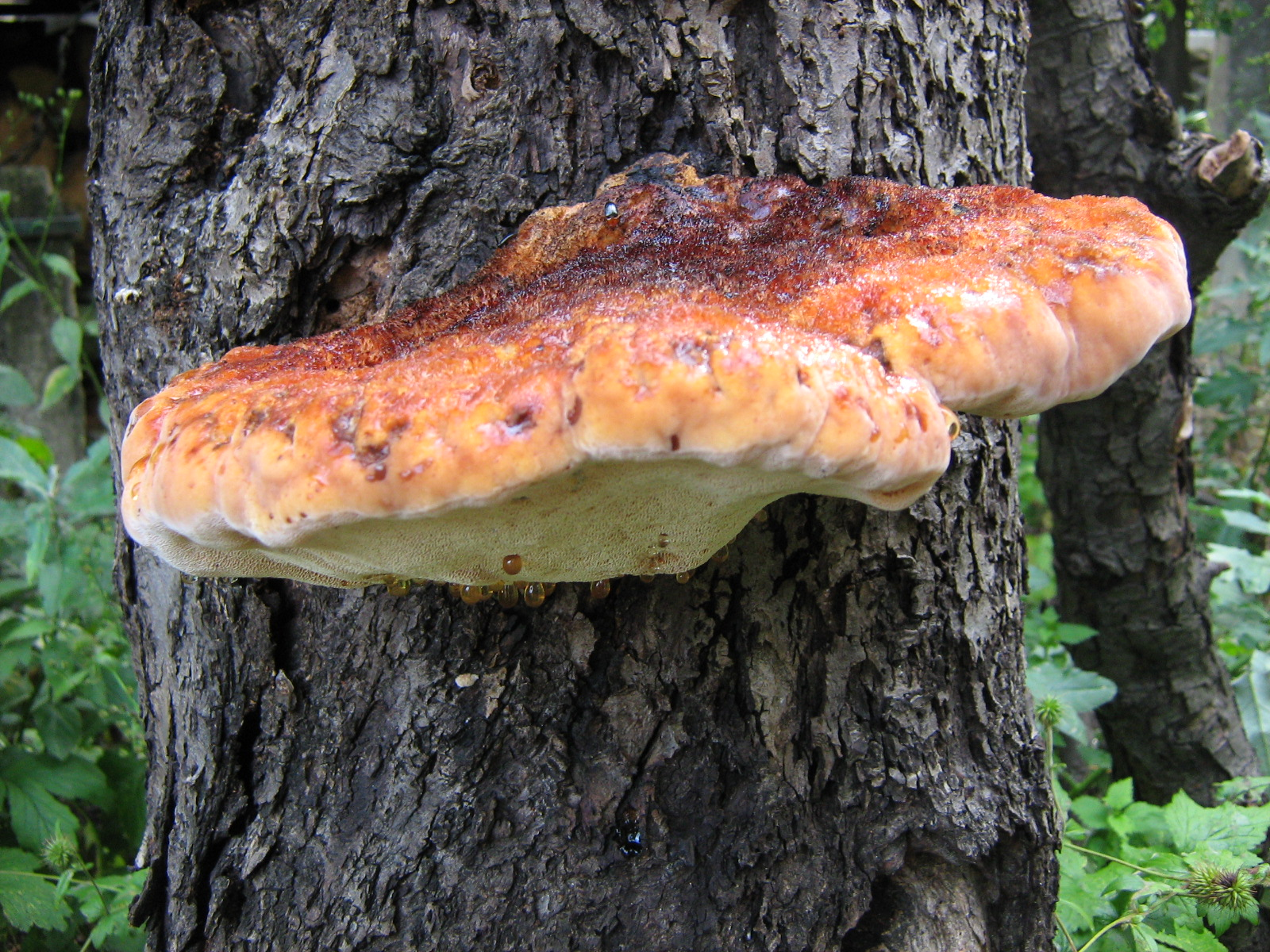
Inonotus hispidus
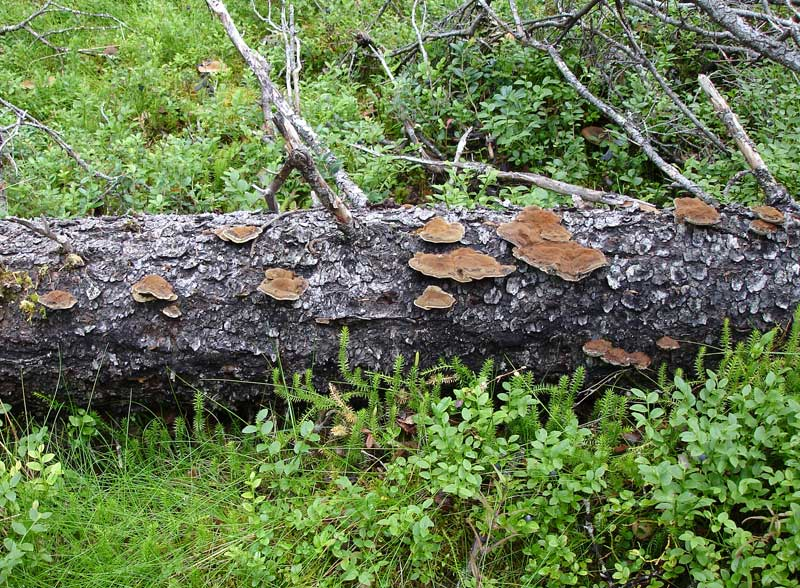
Inonotus leporinus
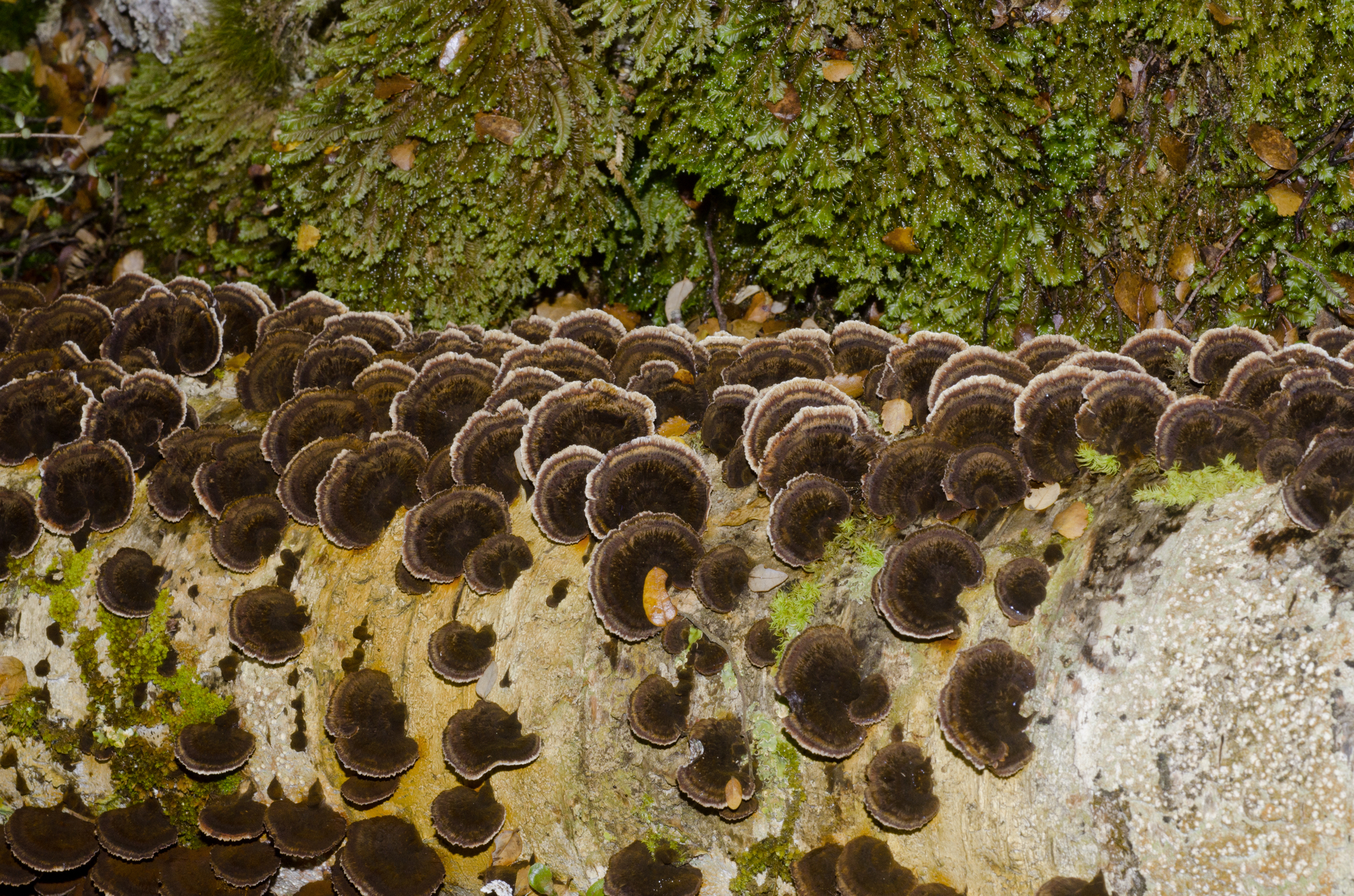
Inonotus nothofagi
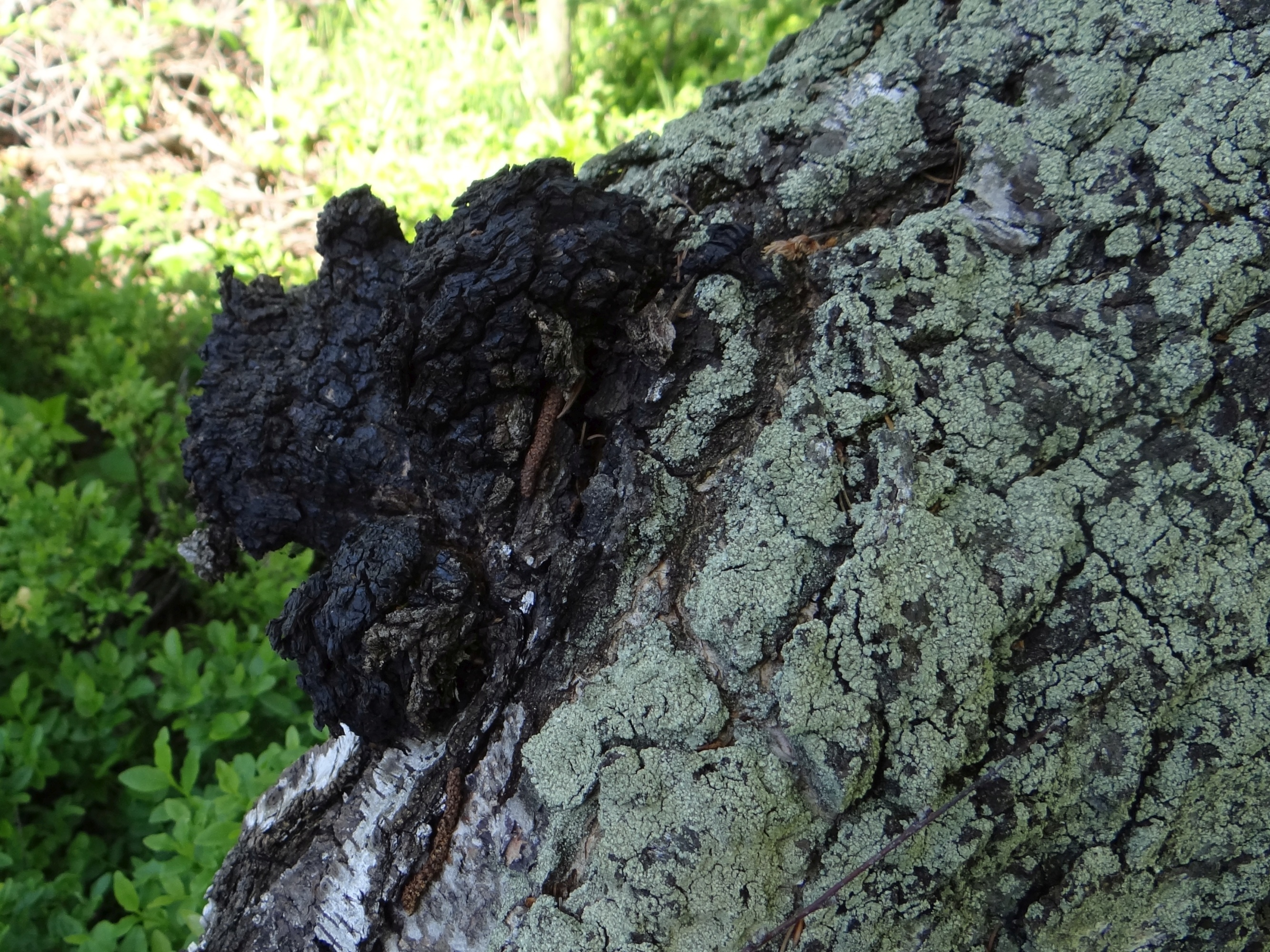
Inonotus obliquus, forme stérile, le Chaga
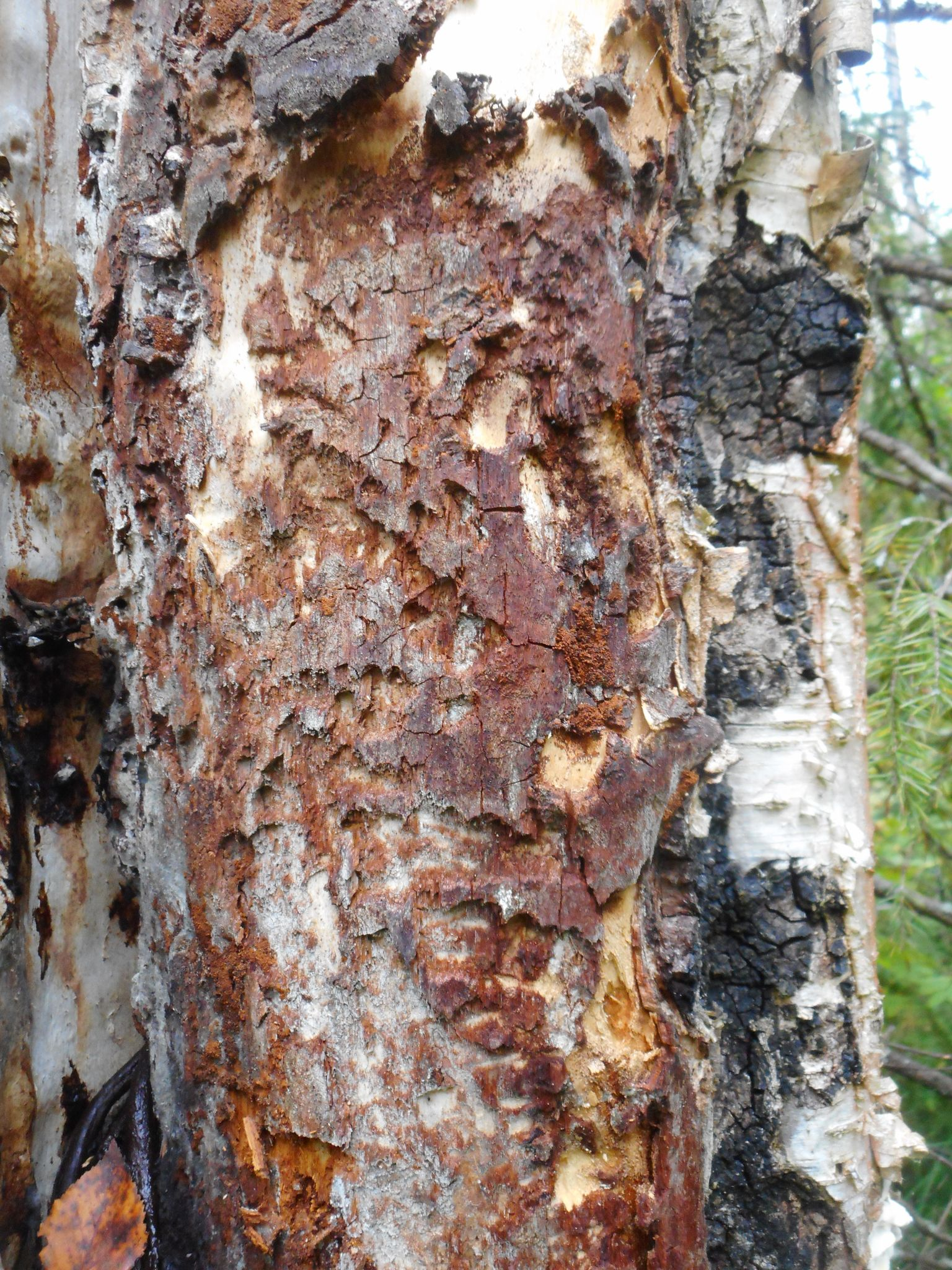
Inonotus obliquus, forme fertile
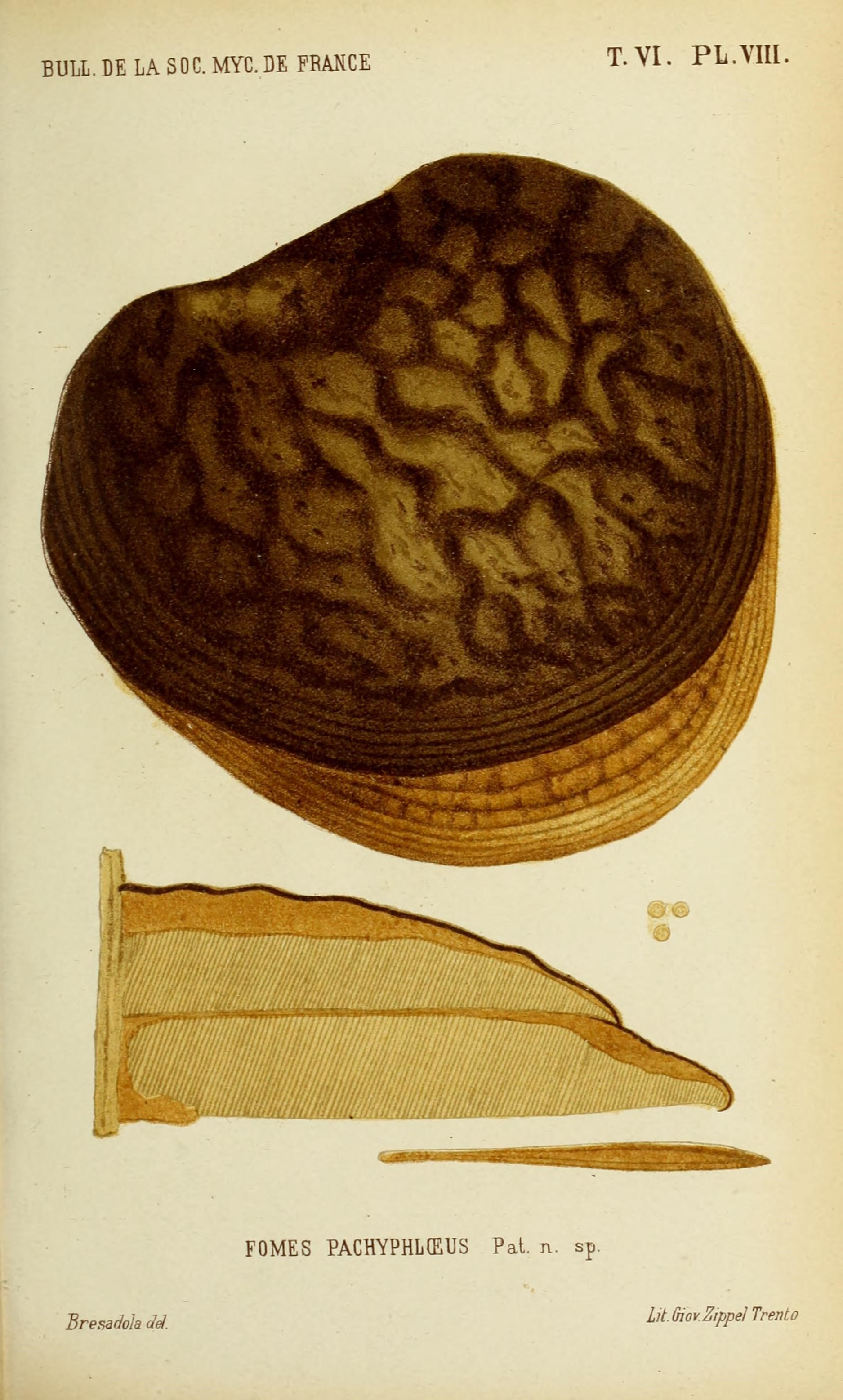
Inonotus pachyphloeus
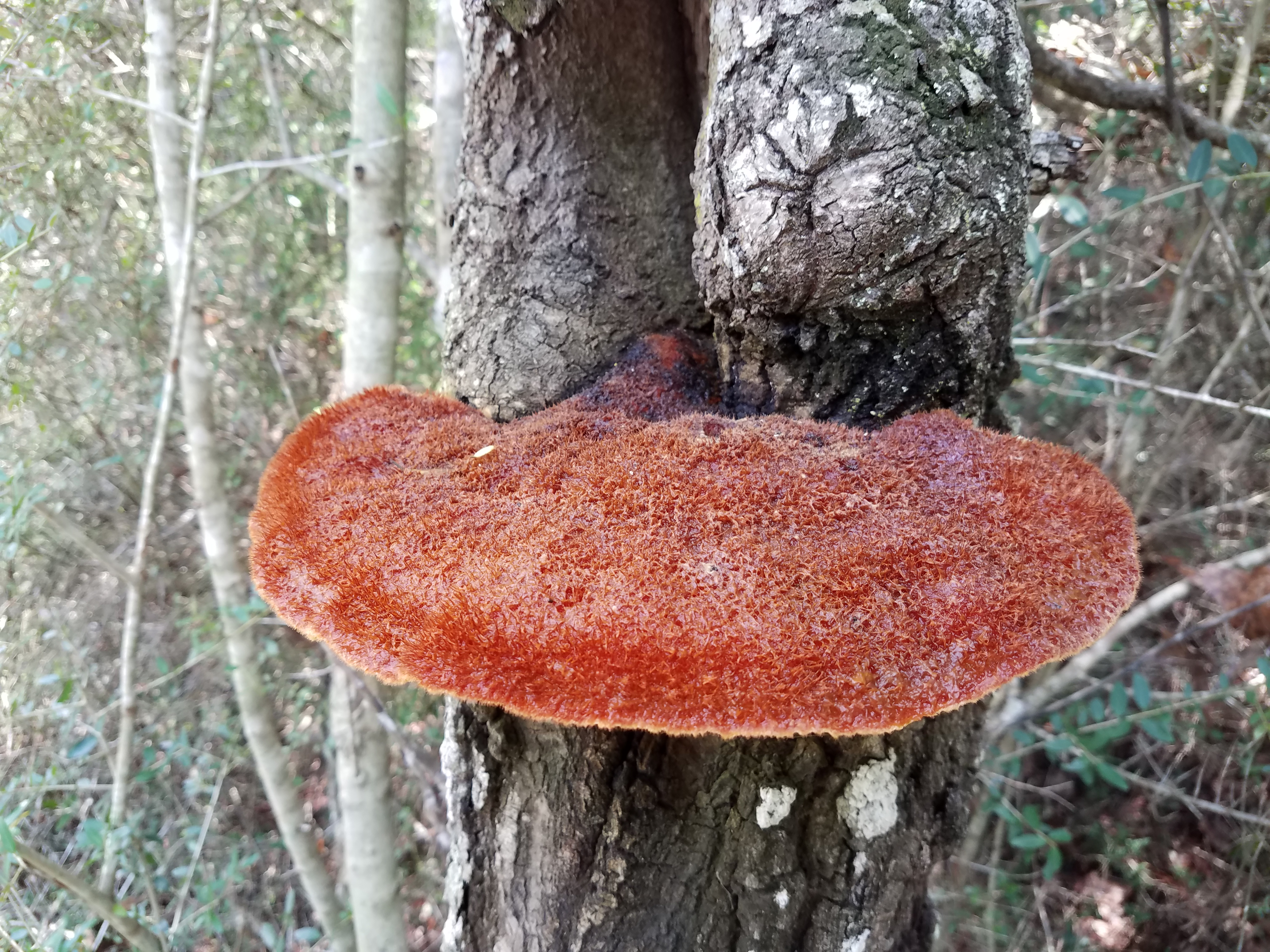
Inonotus quercustris
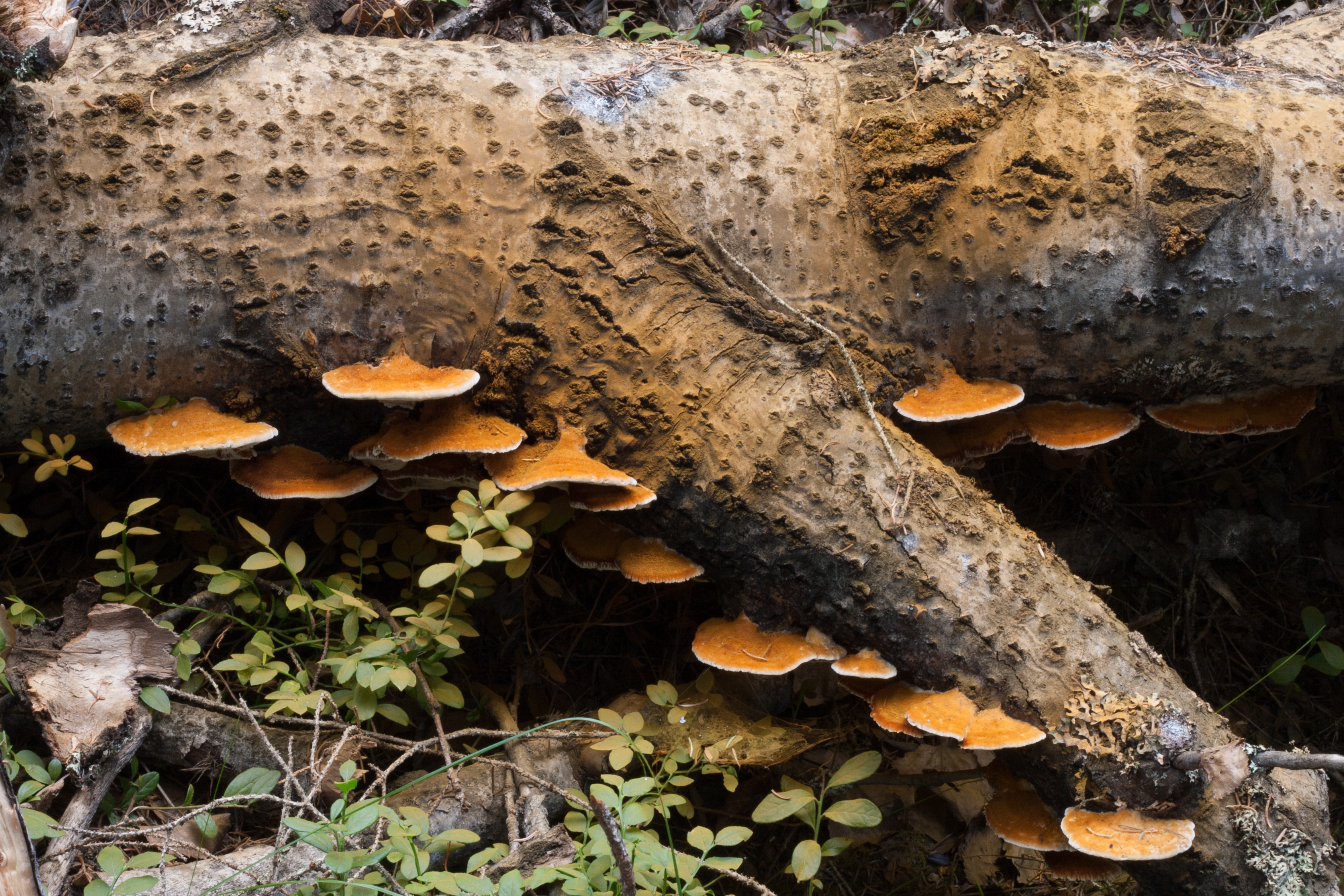
Inonotus rheades
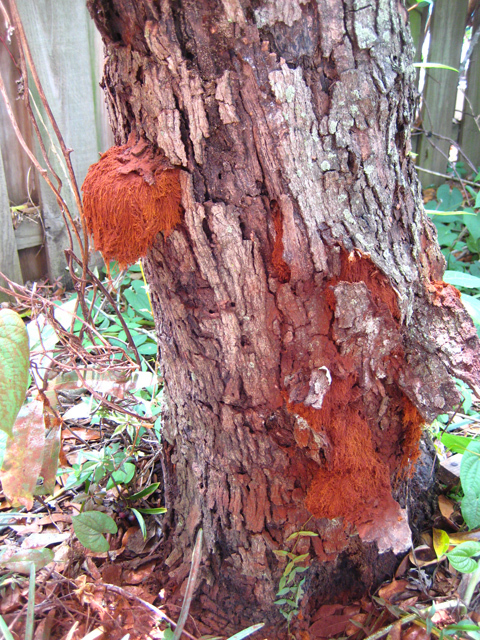
Inonotus rickii

## Systématique
Durant les recherches phylogénétiques des années 2000, il est apparu que l'ordre des Hymenochaetales était incohérent, ses membres étant issus d'ancêtres différents. Le genre Inonotus est alors scindé en plusieurs subdivisions : Inonotus stricto sensu, Inocutis, Fuscoporia, Mensularia, Pseudoinonotus, Onnia et Inonotopsis. Dans son sens large, Inonotus est phylogénétiquement proche du genre Phellinus.

Quelques espèces anciennement du genre Inonotus
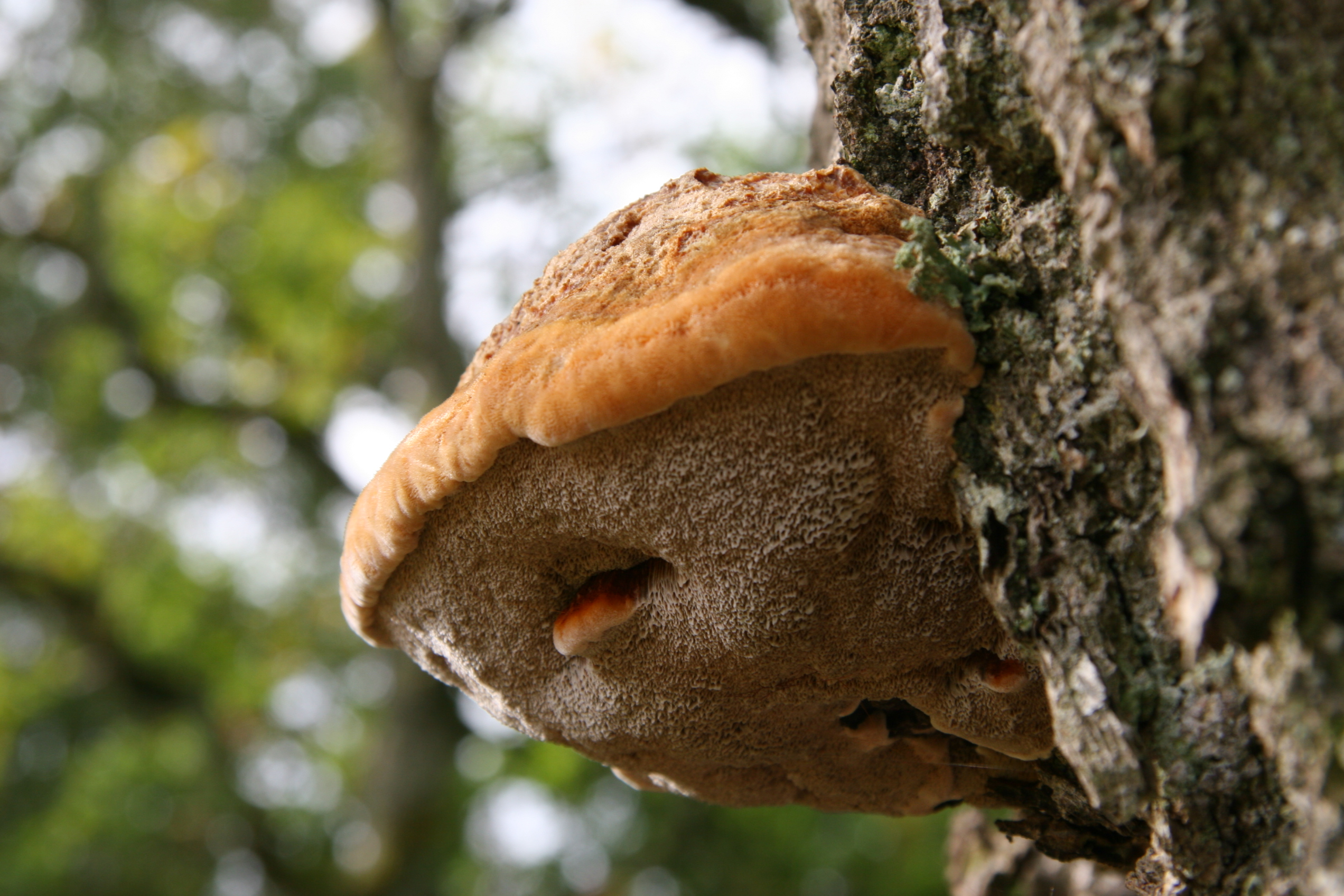
Inocutis dryophila
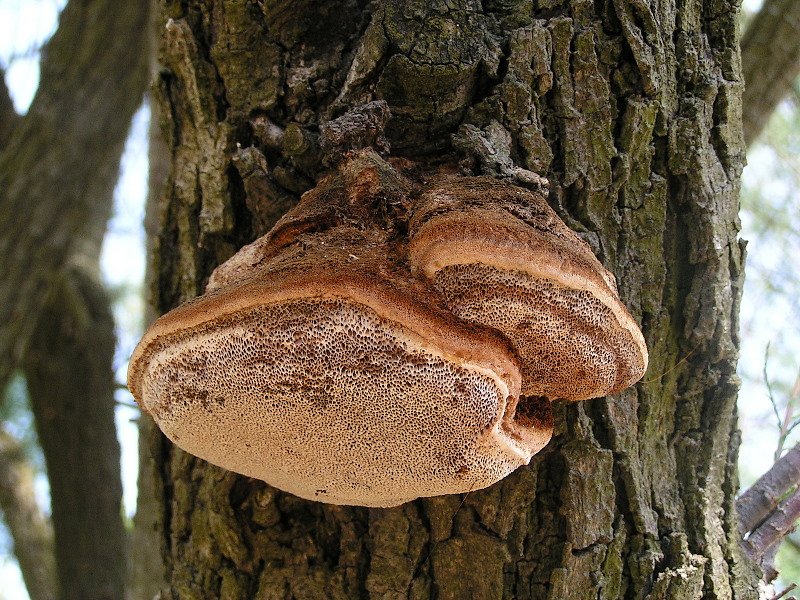
Inocutis tamaricis
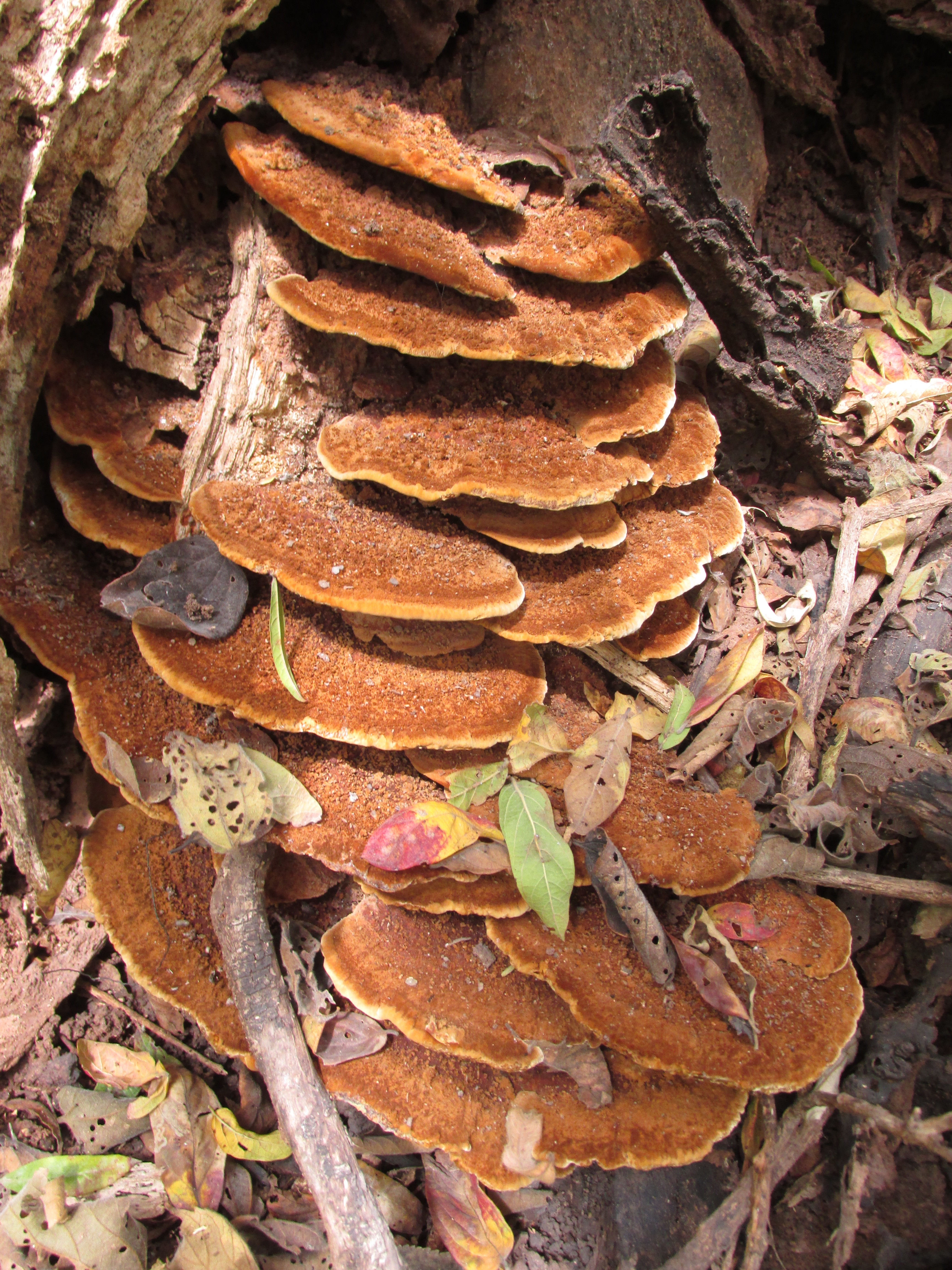
Fuscoporia gilva
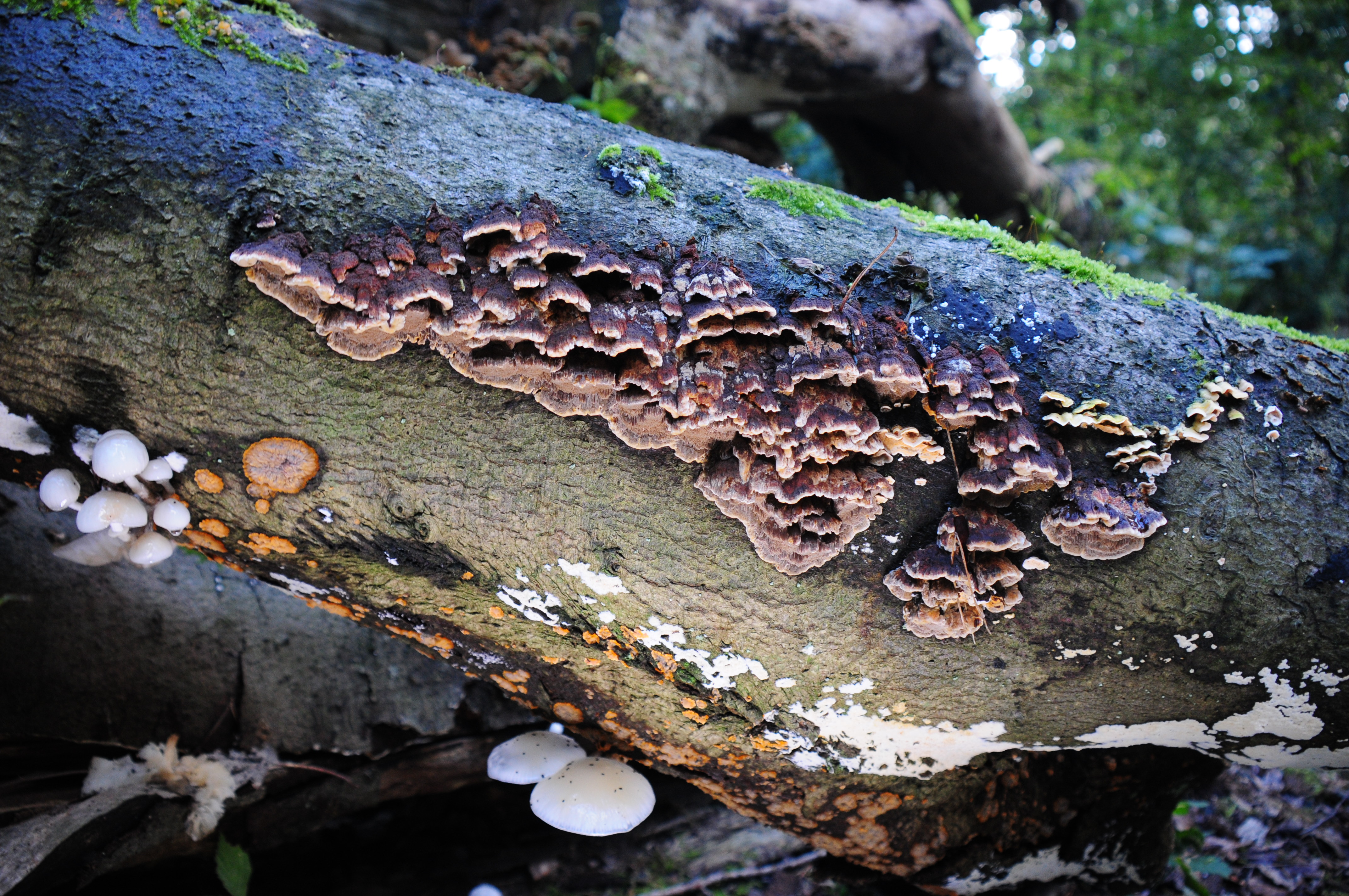
Mensularia nodulosa
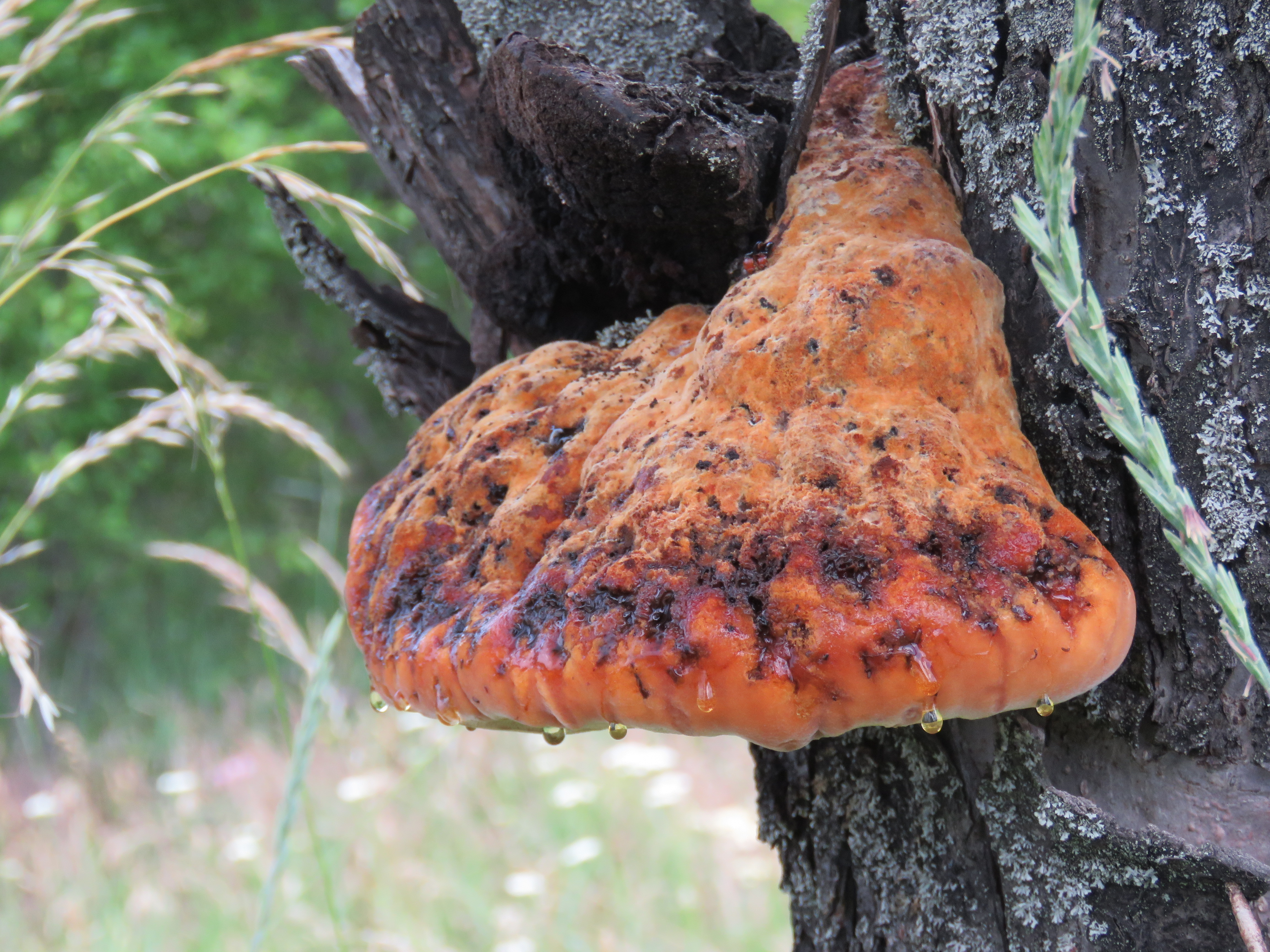
Pseudoinonotus dryadeus

## Les espèces présentes en France
Liste des espèces selon INPN (6 décembre 2021) :
- Inonotus andersonii (Ellis & Everh.) Cerny
- Inonotus calcitratus (Berk. & M.A.Curtis) Gomes-Silva & Gibertoni, 2013
- Inonotus cuticularis (Bull. : Fr.) P.Karst.
- Inonotus dryadeus (Pers.) Murrill, 1908
- Inonotus dryophilus (Berk.) Murrill, 1904
- Inonotus hastifer Pouzar, 1981
- Inonotus hispidus (Bull.) P.Karst., 1879
- Inonotus nidus-pici Pilát, 1953
- Inonotus nodulosus (Fr.) Pilát
- Inonotus obliquus (Pers. : Fr.) Pilát, 1942
- Inonotus ochroporus (Van der Byl) Pegler, 1964
- Inonotus pachyphloeus (Pat.) T. Wagner & M. Fisch., 2002
- Inonotus patouillardii (Rick) Imazeki, 1943
- Inonotus polymorphus (Rostkovius) Pilát
- Inonotus portoricensis (Overh.) Baltazar & Gibertoni, 2010
- Inonotus radiatus (Sowerby : Fr.) P.Karst.
- Inonotus rheades (Pers.) P.Karst.
- Inonotus rickii (Pat.) D.A.Reid, 1957
- Inonotus splitgerberi (Mont.) Ryvarden, 1972
- Inonotus tabacinus (Mont.) G.Cunn., 1948
- Inonotus tamaricis (Pat.) Maire
- Inonotus tomentosus (Fr.: Fr.) Teng
- Inonotus tropicalis (M.J.Larsen & Lombard) T.Wagner & M.Fisch., 2002
- Inonotus weirii (Murrill) Kotl. & Pouzar

## Ensemble des espèces
Liste des espèces selon GBIF (6 décembre 2021) :
- Inonotus acutus B.K.Cui & Y.C.Dai
- Inonotus adnatus Ryvarden
- Inonotus afromontanus Ryvarden
- Inonotus agathidis Corner
- Inonotus albertinii (Lloyd) P.K.Buchanan & Ryvarden
- Inonotus albomarginatus Corner
- Inonotus amazonicus Gibertoni & Ryvarden
- Inonotus amplectens Murrill
- Inonotus andersonii (Ellis & Everh.) Černý
- Inonotus arizonicus Gilb.
- Inonotus australiensis Ryvarden
- Inonotus austropusillus Ryvarden
- Inonotus boninensis T.Hatt. & Ryvarden
- Inonotus brasiliensis Xavier de Lima & Ryvarden, 2020
- Inonotus brevisporus (K.S.Thind & Chatr.) J.R.Sharma
- Inonotus calcitratus (Berk. & M.A.Curtis) Gomes-Silva & Gibertoni
- Inonotus canariicola Y.C.Dai
- Inonotus casuarinae L.S.Bian
- Inonotus chihshanyenus T.T.Chang & W.N.Chou
- Inonotus chilanshanus T.T.Chang & W.N.Chou
- Inonotus chrysomarginatus B.K.Cui & Y.C.Dai
- Inonotus clemensiae Murrill
- Inonotus compositus Han C.Wang
- Inonotus costaricensis Ryvarden
- Inonotus crocitinctus (Berk. & M.A.Curtis) Ryvarden
- Inonotus cuticularis (Bull.) P.Karst.
- Inonotus dentatus Decock & Ryvarden
- Inonotus dentiporus Ryvarden
- Inonotus diverticuloseta Pegler
- Inonotus duostratosus (Lloyd) P.K.Buchanan & Ryvarden
- Inonotus euphoriae (Pat.) Ryvarden
- Inonotus farlowii (Lloyd) Gilb.
- Inonotus fibrosus (Ryvarden, Gomes-Silva & Gibertoni) Oliveira-Filho & Gibertoni
- Inonotus fimbriatus L.D.Gómez & Ryvarden
- Inonotus flammans (Berk.) Ryvarden
- Inonotus flavidus (Berk.) T.T.Chang
- Inonotus fulvomelleus Murrill
- Inonotus fushanianus T.T.Chang
- Inonotus fushanus T.T.Chang
- Inonotus galapagosensis Ryvarden
- Inonotus globosporus Ryvarden
- Inonotus glomeratus (Peck) Murrill
- Inonotus gracilis Ryvarden
- Inonotus griseus L.W.Zhou
- Inonotus hainanensis H.X.Xiong & Y.C.Dai
- Inonotus hamusetulus Ryvarden
- Inonotus hastifer Pouzar
- Inonotus hemmesii Gilb. & Ryvarden
- Inonotus henanensis Juan Li & Y.C.Dai
- Inonotus hispidus (Bull.) P.Karst.
- Inonotus hymenonitens G.Coelho & Yurchenko
- Inonotus iliensis Kravtzev
- Inonotus indurescens Y.C.Dai
- Inonotus japonicus Ryvarden
- Inonotus juniperinus Murrill
- Inonotus latemarginatus Y.C.Dai
- Inonotus leporinus (Fr.) Gilb. & Ryvarden
- Inonotus lloydii (Cleland) P.K.Buchanan & Ryvarden
- Inonotus luteocontextus D.A.Reid
- Inonotus luteoumbrinus (Romell) Ryvarden
- Inonotus magnisetus Y.C.Dai
- Inonotus magnus Corner ex Y.C.Dai & Hai J.Li
- Inonotus marginatus Ryvarden
- Inonotus mexicanus Spirin & Ryvarden
- Inonotus micantissimus (Rick) Rajchenb.
- Inonotus microsporus Ryvarden
- Inonotus mikadoi (Lloyd) Gilb. & Ryvarden
- Inonotus millmanii Ryvarden, 2020
- Inonotus minutoporus Ryvarden
- Inonotus multisetifer Abrahão & Gugliotta
- Inonotus munzii (Lloyd) Gilb.
- Inonotus navisporus Ryvarden
- Inonotus neotropicus Ryvarden
- Inonotus nidus-pici Pilát
- Inonotus niveomarginatus H.Y.Yu, C.L.Zhao & Y.C.Dai
- Inonotus nothofagi G.Cunn.
- Inonotus novoguineensis Ryvarden, 2005
- Inonotus obliquus (Fr.) Pilát
- Inonotus ochroporus (Van der Byl) Pegler
- Inonotus pachyphloeus (Pat.) T.Wagner & M.Fisch.
- Inonotus pacificus Ryvarden
- Inonotus palmicola Ryvarden
- Inonotus papyrinus Ryvarden
- Inonotus patouillardii (Rick) Imazeki
- Inonotus pegleri Ryvarden
- Inonotus perchocolatus Corner
- Inonotus peristrophidis S.Ahmad
- Inonotus pertenuis Murrill
- Inonotus pirisporus Pegler
- Inonotus poncei (Lloyd) Ryvarden
- Inonotus portoricensis (Overh.) Baltazar & Gibertoni
- Inonotus pruinosus Bondartsev
- Inonotus pseudoglomeratus Ryvarden
- Inonotus pseudohispidus Kravtzev
- Inonotus pseudoradiatus (Pat.) Ryvarden
- Inonotus puerensis Hai J.Li & S.H.He
- Inonotus pusillosporus Ryvarden
- Inonotus pusillus Murrill
- Inonotus quercustris M.Blackw. & Gilb.
- Inonotus rickii (Pat.) D.A.Reid
- Inonotus rigidus B.K.Cui & Y.C.Dai
- Inonotus rodwayi D.A.Reid
- Inonotus rwenzorianus Balezi & Decock
- Inonotus ryvardenii J.R.Sharma & D.Mishra
- Inonotus scaurus (Lloyd) T.Hatt.
- Inonotus serranus Robledo, Urcelay & Rajchenb.
- Inonotus setulosocroceus (Cleland & Rodway) P.K.Buchanan & Ryvarden
- Inonotus shoreae (Wakef.) Ryvarden
- Inonotus shoreicola L.W.Zhou, Y.C.Dai & Vlasák
- Inonotus sideroides (Lév.) Ryvarden
- Inonotus sinensis Teng
- Inonotus sousae (Ryvarden, Gomes-Silva & Gibertoni) Oliveira-Filho & Gibertoni
- Inonotus splitgerberi (Mont.) Ryvarden
- Inonotus subhispidus Pegler & D.A.Reid
- Inonotus sublevis Y.C.Dai & Niemelä
- Inonotus tabacinus (Mont.) G.Cunn.
- Inonotus taiwanensis Sheng H.Wu, Y.T.Lin & C.L.Chern
- Inonotus tenuicarnis Pegler & D.A.Reid
- Inonotus tenuicontextus L.W.Zhou & W.M.Qin
- Inonotus tramisetifer Harpr.Kaur, Avn.P.Singh & Dhingra
- Inonotus tricolor (Bres.) Y.C.Dai
- Inonotus triqueter P.Karst.
- Inonotus truncatisporus Corner
- Inonotus ulmicola Corfixen
- Inonotus ungulatus Ryvarden
- Inonotus venezuelicus Ryvarden
- Inonotus vulpinus (Link) P.Karst.
- Inonotus xanthoporus Ryvarden
- Inonotus zimbabwensis Ryvarden